# Dänische Badmintonmeisterschaft 1941
Die Dänische Badmintonmeisterschaft 1941 fand in Kopenhagen statt. Es war die elfte Austragung der nationalen Titelkämpfe im Badminton in Dänemark.

## Titelträger
| Disziplin    | Sieger                                                |
| ------------ | ----------------------------------------------------- |
| Herreneinzel | Conny Jepsen, Skovshoved IF                           |
| Dameneinzel  | Agnete Friis, Odense BK                               |
| Herrendoppel | Tage Madsen Carl Frøhlke, Skovshoved IF               |
| Damendoppel  | Agnete Friis, Odense BK Jytte Thayssen, Skovshoved IF |
| Mixed        | Jan Schmidt Jytte Thayssen, Skovshoved IF             |